# Sofia Karlsson (fotbollsspelare)
Karin Sofia Karlsson, född 29 maj 1987 i Sätila församling, är en svensk fotbollsspelare (försvarare).
Hon är yngre syster till fotbollsspelaren Maria Karlsson.

## Klubbar
Karlssons moderklubb är Sätila SK, där hon spelade åren 2001-2003. Därefter spelade hon för Holmalunds IF (2004-2006) och Kopparbergs/Göteborgs FC (2007-2008). Sedan 2009 återfinns hon i Jitex BK.

## Priser och utmärkelser
2018 belönades Sofia Karlsson med RFSL-Stockholms pris Regnbågspriset.